# Celestus cyanochloris
Espèce
Statut de conservation UICN

 LC  : Préoccupation mineure
Celestus cyanochloris est une espèce de sauriens de la famille des Diploglossidae.

## Répartition
Cette espèce est endémique du Costa Rica. Elle se rencontre entre 1 200 et 1 550 m d'altitude dans la cordillère de Tilarán.

## Publication originale
- Cope, 1894 : Third addition to a knowledge of the Batrachia and Reptilia of Costa Rica. Proceedings of the Academy of Natural Sciences of Philadelphia, vol. 46, p. 194-206 (texte intégral).